# Artanish
Artanish (in armeno Արտանիշ?) è un comune dell'Armenia di 696 abitanti (2009) della provincia di Gegharkunik.